# دنبوری
دنبوری (انگلیسی: Denbury) شرکت نفت آمریکایی است، که در سال ۱۹۵۱ تأسیس شد.